# Spitzkoppe
Spitzkoppe  (do alemão "cúpula pontiaguda"; também conhecido como Spitzkop, Groot Spitzkop) é um grupo de picos ou inselbergs de granito localizado ao sul da Damaraland. É um dos marcos mais reconhecíveis da Namíbia. Seu formato inspirou seu apelido, o "Matterhorn da África". Foi citado pela primeira vez em 1946, e continua a atrair alpinistas empenhados em enfrentar o pico mais desafiador da Namíbia.

## Características

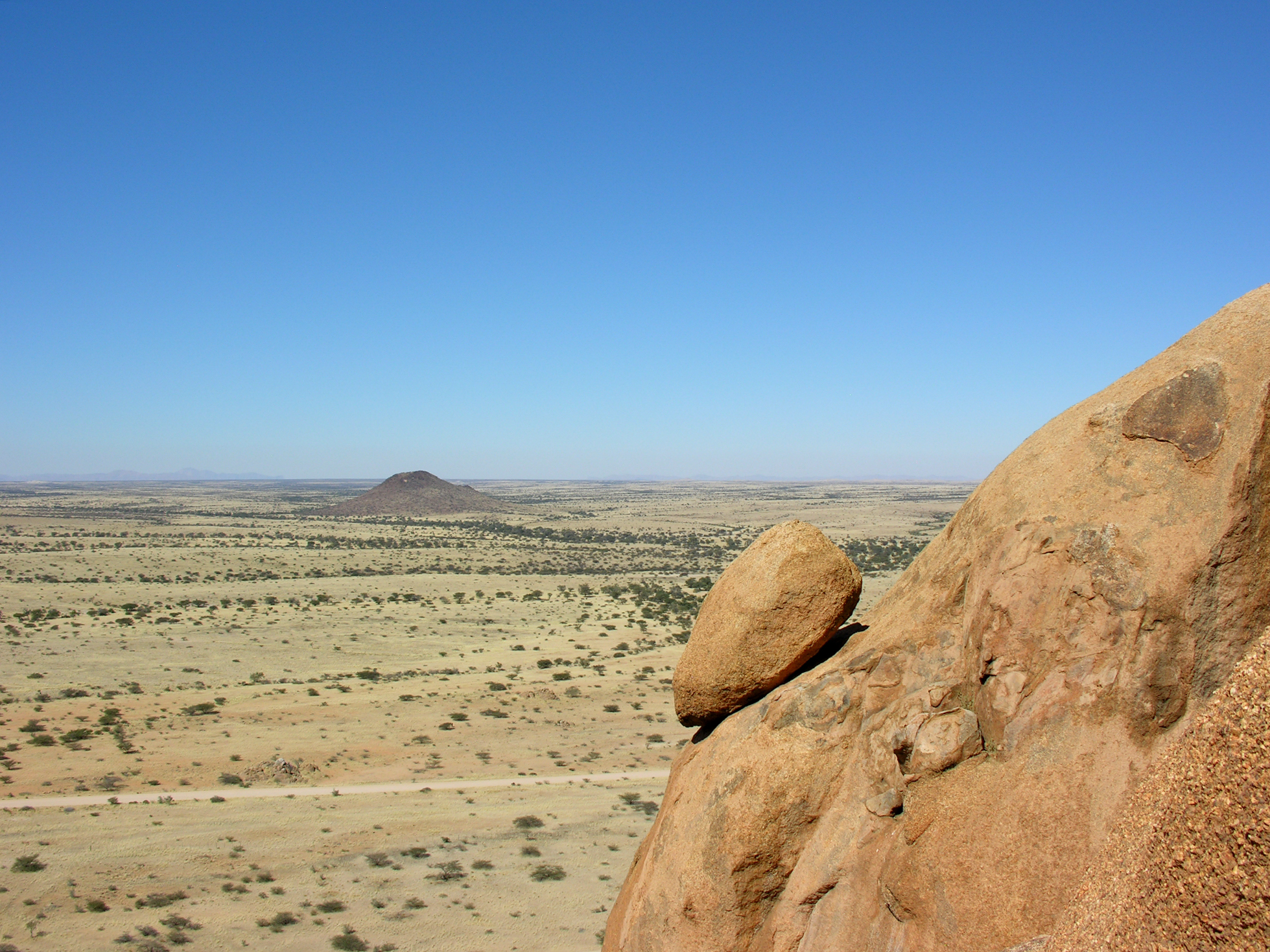
Planície desértica vista a partir de Spitzkoppe

O granito que o forma tem mais de 120 milhões de anos e o maior afloramento se eleva cerca de 1.728 metros (5.669 pés) acima do nível do mar. Os picos se destacam dramaticamente das planícies circundantes. O pico mais alto fica a cerca de 670 m (2.200 pés) acima do solo do deserto abaixo. Um pico menor - o Little Spitzkoppe - fica nas proximidades, a uma altitude de 1.584 m (5.197 pés). Outros destaques se estendem a uma cadeia conhecida como Montanhas Pontok.

## Sítio arqueológico
Muitos exemplos de pinturas em cavernas foram descobertas até agora. Acredita-se que eles datem de 2000 a 4000 anos. A maior parte está dentro do "Paraíso dos Bosquímanos", uma caverna que possui uma das melhores coleções de arte rupestre da Namíbia. Esta caverna é conhecida pelos europeus desde o início do século XX. Infelizmente, algumas dessas pinturas hoje estão seriamente danificadas devido a vandalismo. As pinturas rupestres dos bosquímanos na caverna do paraíso foram proclamadas monumento nacional em julho de 1954.
É uma das montanhas mais fotografadas da Namíbia.
Vários locais em torno de Spitzkoppe foram usados como cenários no filmee 2001: A Space Odyssey, dirigido por Stanley Kubrick.